# Sébastien de Chaunac
Sébastien de Chaunac (Nevers, 7 ottobre 1977) è un ex tennista francese.

## Carriera
In carriera ha raggiunto in singolare la 130ª posizione della classifica ATP, mentre in doppio ha raggiunto il 265º posto.